# Monique Hanotte
Monique Hanotte (Sépeaux-Béon (França), el 10 d'agost de 1920 – Nivelles el 19 de febrer de 2022) va ser una resistent belga. Nascuda Henriette, el War Office (ministeri britànic de la guerra) li va donar el nom de codi Monique, nom que va mantenir tota sa vida.
Era filla de la francesa Georgette Laurette i del belga Clovis Hanotte. Va créixer al poble rural de Rumes, que toca la frontera francesa. Els seus pares hi tenien un hotel amb agència de duanes al costat de l'estació del ferrocarril i una granja. Va anar a l'escola al poble francès veí de Bachy on també va seguir classes de violí, i en passar la frontera cada dia es va fer conèixer als agents de duanes i policies que vigilaven el pas de frontera.
Henriette Hanotte i la seva família van aidar els soldats anglesos a passar la frontera francobelga a l'inici de la Segona Guerra Mundial. El 1940, amb vint anys per primera vegada va conduir dos soldats britànics cap a Lilla. Després son pare, un veterà de la Primera Guerra Mundial la va posar en contacte amb els serveis britànics (MI9), per formar-la en el mester de l'evasió. També s'incorporarà a la xarxa Cometa, encarregada de l'enllaç Brussel·les-París de la xarxa de resistència. Treballa sota el pseudònim de Marie, i més tard Monique. Fer com si fos enamorada, era una de les seves tàctiques de camuflatge.
El 1944, un veí la va trair, i cercada per la Gestapo va haver de seguir el camí cap a Londres, el camí al qual ella mateixa havia acompanyat tantes persones. El 10 de maig de 1944 va deixar la Villa Voisin, un «niu de resistents» a Anglet al Pirineu francès, travessar Espanya i via Gibraltar va arribar a Londres. Hi va arribar amb Aline Dumont («Michou»), una altra persona frontissa de la xarxa Comet, ambdues exhaustes i prop de l'esgotament. Al Regne Unit va esdevenir sotslloctinent de l'Auxiliary Territorial Service (ATS, «servei auxiliar territorial») i hi va rebre una formació de paracaigudista.
Després de la guerra es va casar amb Jules Thomé, el seu promès des de jove. Tot i la seva experiència a l'hotel familiar, va treballar al Castell de la Rocq a Arquennes (prop de Seneffe), on va habitar en una dependència, fins que se'n va anar a viure a Nivelles el 1997. Va tenir dos fills.

## Reconeixement
- El 2008 es va estrenar una estàtua, obra de l'esculptor Éric Dupon, al seu honor al municipi de Bachy (França) que fa frontera amb Rumes. Hi va rebre el títol de ciutadana d'honor el 2015.[9]
- Ciutadana d'honor de la ciutat de Nivelles (Bèlgica)[3]
- Medalla Presidencial de la Llibertat[3]
- El 2015 es va estrenar entre els municipis de Rumes i Bachy un sender transfronterer Dans les pas de Monique («seguint els passos de Monique») que commemora els camins que ella va prendre durant les seves operacions d'evasió.[10]